# Odelis Herrero
Odelis Herrero (ur. 26 lipca 1977) – kubański zapaśnik w stylu klasycznym. Ósmy na mistrzostwach świata w 2001. Złoto na igrzyskach panamerykańskich w 2007. Trzy medale na mistrzostwach panamerykańskich, złoto w 2005 i 2007. Triumfator igrzysk Ameryki Środkowej i Karaibów w 2006 roku. Pierwszy w Pucharze Świata w 2006 i trzeci w 2005 roku.